# Reginbert von Brixen

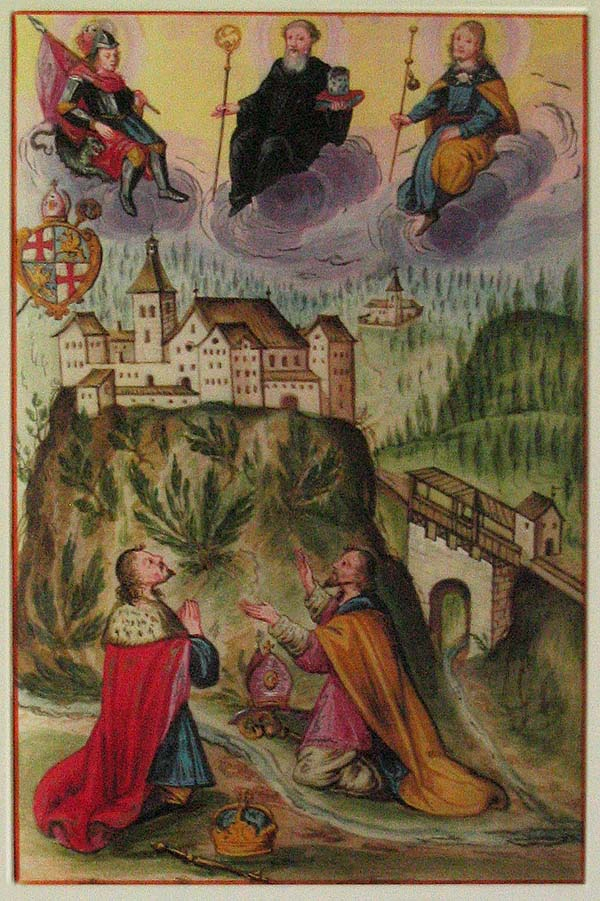
Allegorie (um 1700): Reginbert (rechts) und Heinrich IV. am Fuß des Georgenbergs.

Reginbert (gestorben 13. November 1140, auch Reinbert) war von 1125 bis 1139 Bischof von Brixen. Zuvor war er in Admont Mönch und dann Prior gewesen, von 1116 bis 1125 Abt von St. Peter in Salzburg. Über seine Herkunft ist weiter nichts überliefert.

## Leben
Als Verfechter der Hirsauer Reform erwarb er sich die Gunst des Salzburger Erzbischofs Konrad I., dem er auch die Erhebung zum Bischof verdankte: Nachdem Konrad im Anschluss an das Wormser Konkordat 1124 die Erlaubnis aus Rom und am 24. August 1125 deren ebenso erforderliche kurfürstliche Bestätigung erhalten hatte, Hugo (der sich während des Investiturstreites auf die kaiserliche Seite gestellt hatte) als Bischof von Brixen abzusetzen, stand Reginberts Weihe nichts mehr entgegen.
Der schismatisch gewählte Hugo konnte sich jedoch noch einige Zeit halten, so dass Reginbert die Regierung in Brixen erst spät antreten konnte: Seine Anwesenheit in Salzburg ist noch 1127 nachgewiesen, wo er als designierter Bischof aus dem Exil wirken musste und erst mit dem Thronwechsel von Kaiser Lothar auf Konrad III. im April 1138 von seinem Bistum Besitz ergreifen konnte. Im Gegensatz zu seinen beiden papstfeindlichen Vorgängern Altwin (1049–1097) und Hugo (1100–1125) bemühte er sich intensiv um Reformen des Klerus. Er reiste nach Rom (auch, weil bei der Kurie eine Klage gegen ihn vorlag) und wurde dank eines von Erzbischof Konrad ausgestellten Empfehlungsschreibens von Papst Innozenz II. wohlwollend empfangen. Bei dieser Gelegenheit wurden auch seine beiden Klostergründungen, das Prämonstratenserstift Wilten und die Benediktinerabtei St. Georgenberg, vom Papst bestätigt.